# 天主教蒙特利爾總教區
天主教蒙特利爾總教區（拉丁語：Archidioecesis Marianopolitanus）是羅馬天主教以加拿大魁北克最大城市蒙特利爾為中心的一個總教區，下轄四個教區。
2004年有教友1,590,150人，佔轄區總人口67.9%。教區下轄219個堂區，有1,283名司鐸。現任教區總主教為克里斯蒂安·雷平。
1836年5月13日從魁北克總教區分出成立，1886年6月8日升為總教區。